# Palais Lichtenau

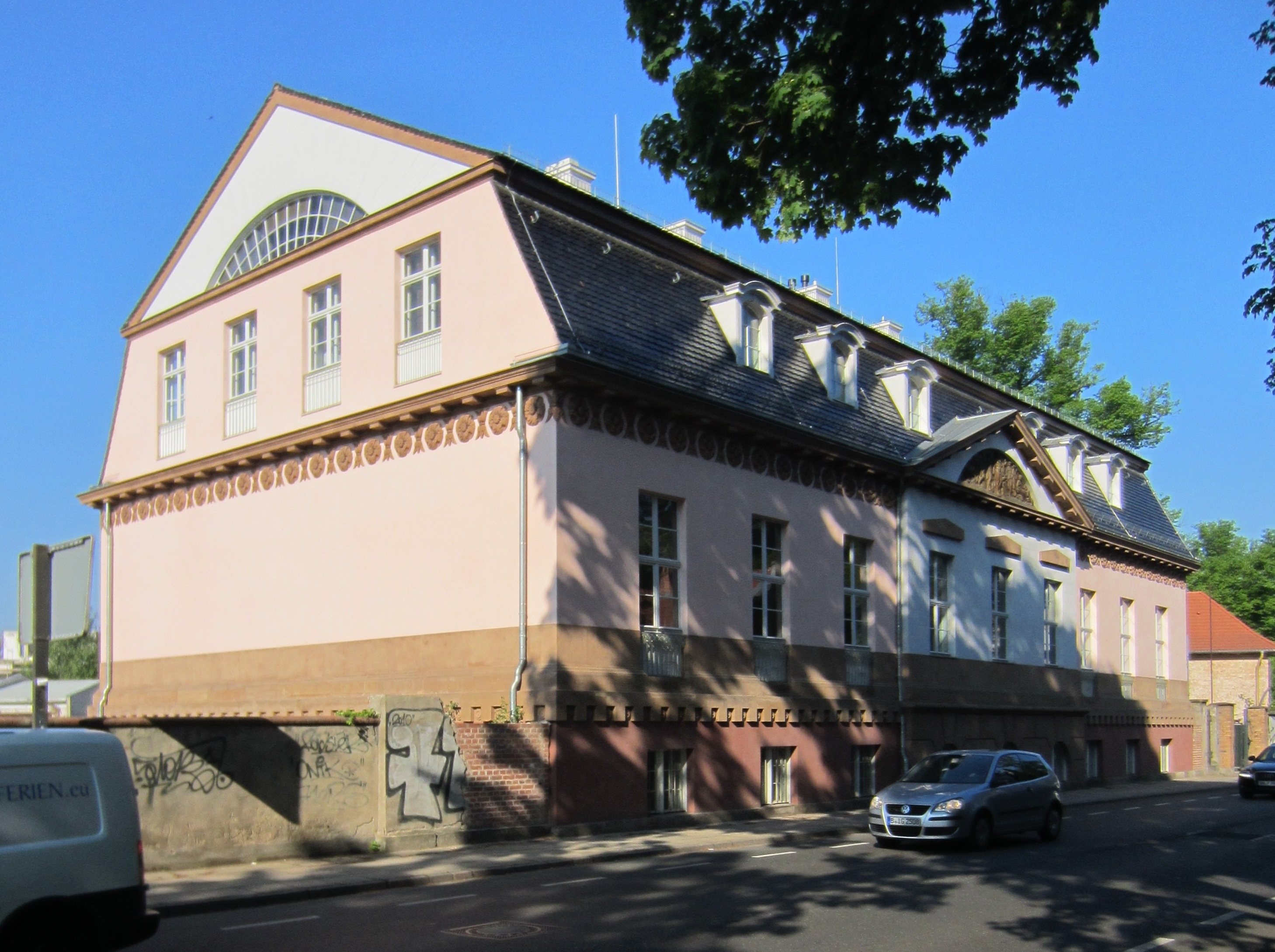
Das Palais Lichtenau von Osten, 2013

Das Palais Lichtenau ist ein klassizistisches Gebäude in der Potsdamer Behlertstraße 31. Erbaut 1796 bis 1797 unter König Friedrich Wilhelm II. in unmittelbarer Nähe des Neuen Gartens, ist es aufgrund seiner Fassadengestaltung und der Qualität der erhaltenen Innenräume ein herausragendes Denkmal frühklassizistischer Architektur in Deutschland. Die Urheberschaft für den Bau ist zwischen Michael Philipp Boumann und Carl Gotthard Langhans umstritten. Entgegen der Überlieferung und der Namensgebung ist das Palais vermutlich nicht für die Gräfin Wilhelmine von Lichtenau erbaut und auch nicht von dieser bewohnt worden.

## Entstehungsgeschichte

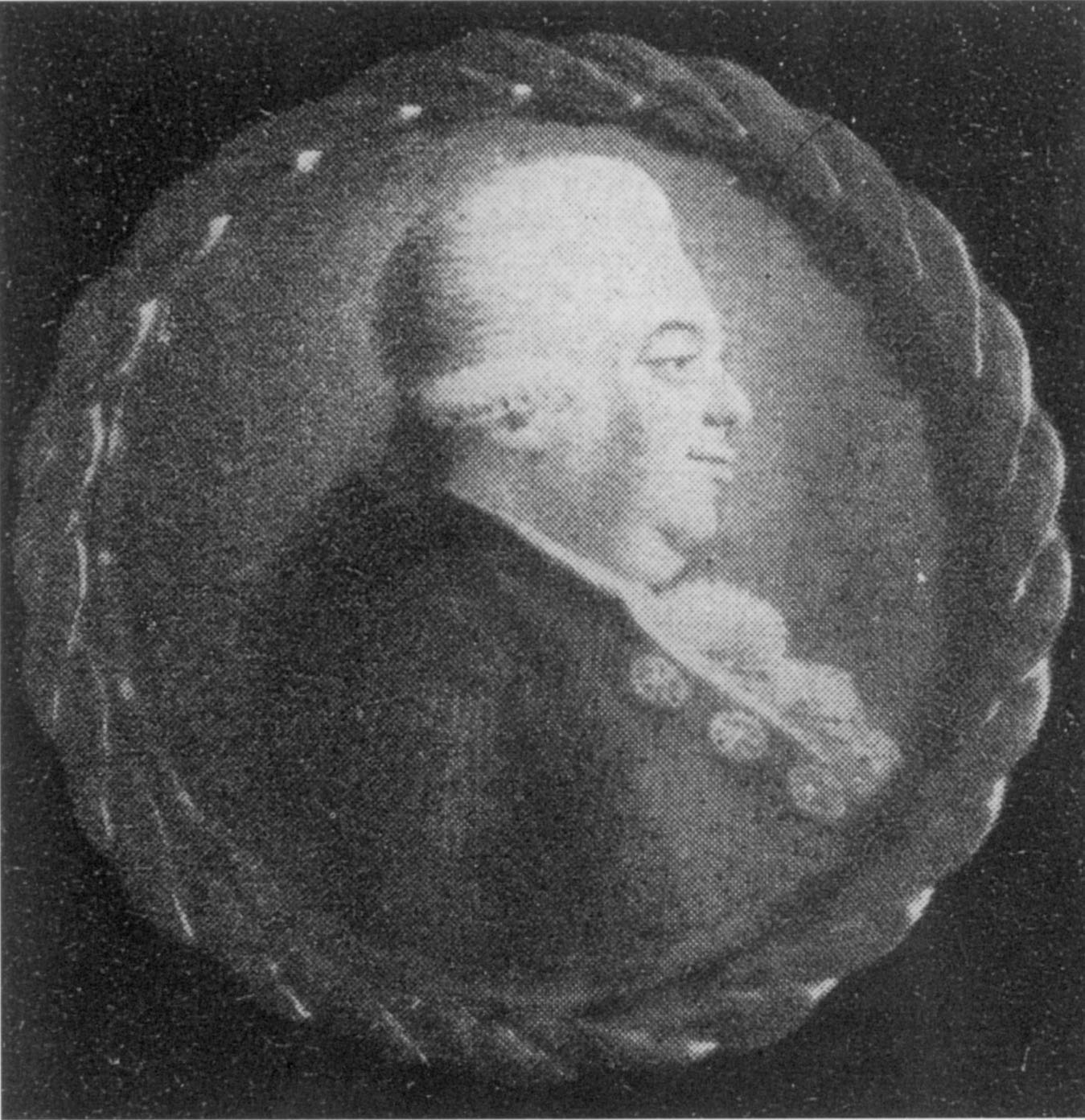
Unbekannter Künstler: Bildnis des Johann Friedrich Ritz, verschollen

Das Grundstück des Bürgers Jury, auf dem sechs Jahre später das Palais errichtet werden sollte, wurde von König Friedrich Wilhelm II. bereits im Mai 1790 erworben. In dieser Zeit fanden mehrere Landkäufe im Zuge der Erweiterung des Neuen Gartens statt, der entlang der Westgrenze, damals zur Stadtseite hin, mit einer Mauer vollständig eingefriedet wurde. Das am Südende des Gartenareals liegende Jury’sche Grundstück blieb dabei außerhalb des Parkgeländes und grenzt heute an die im Norden verlaufende und nach Südosten abknickende Behlertstraße bis an die Kreuzung Behlert-/Kurfürstenstraße im Südosten. 
In der nordöstlichen Grundstücksecke entstand ein Haus für den Pächter der Behlertbrücke, die an dieser Stelle den damals zwischen Bassinplatz und Heiligem See verlaufenden Behlertgraben überspannte. Der westliche Teil des Grundstücks wurde dem Geheimen Kämmerer Johann Friedrich Ritz (1755–1809) und seiner Gemahlin, der späteren Gräfin Lichtenau, übertragen. Zudem kauften sie noch das westlich anschließende Grundstück des Referendars Feige hinzu. Das von 1796 bis 1797 errichtete Palais entstand auf Kosten des Königs.
Der Baubeginn erfolgte im Frühsommer 1796 unter der Leitung Michael Philipp Boumanns. Im Juni konnte das neu eingefriedete Grundstück durch den Kauf eines südlich anschließenden Wiesenstücks nochmals erweitert werden. Im September 1796 wurde der Dachstuhl fertiggestellt; die Ausstattung der Innenräume zog sich bis zum Frühjahr 1797 hin. Zum Zeitpunkt des Einweihungsfestes am 25. September 1797 stand die Scheinehe des Kämmerers Ritz mit der königlichen Mätresse kurz vor der bereits im April 1796 vom König geforderten Auflösung, die mit der Ernennung zur Gräfin verbunden war. Daher stand auch die künftige Gemahlin des Johann Friedrich Ritz, die Schauspielerin Henriette Baranius, im Zentrum der Feierlichkeiten. Ob die Gräfin Lichtenau überhaupt an dieser Einweihung teilnahm, ist nicht gesichert.

## Lage und Baubeschreibung

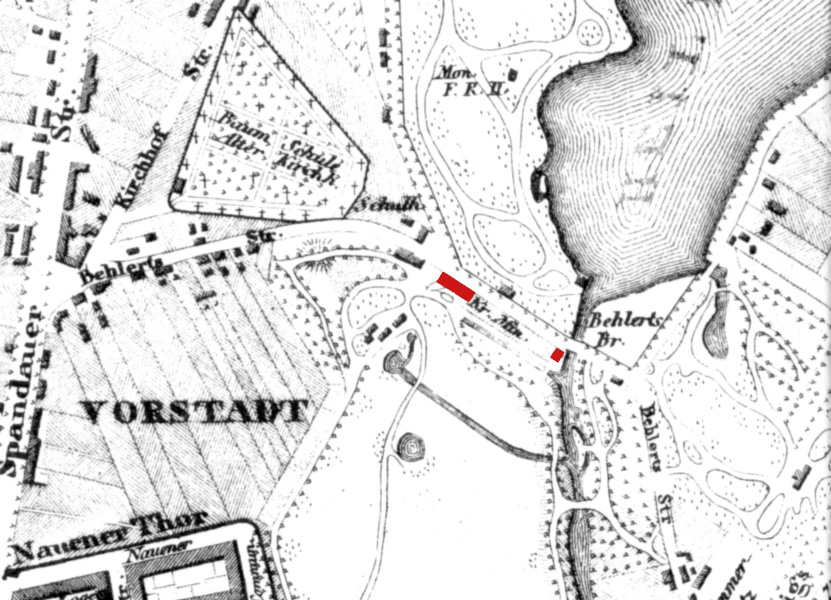
Ausschnitt eines Plans von Potsdam (um 1830): Das Palais Lichtenau und das Brückenpächterhaus sind rot markiert. Links unten ist ein Teil des Holländischen Viertels zu sehen, rechts oben der Heilige See. Die Spandauer Str. ist die heutige Friedrich-Ebert-Straße.

Das Palais Lichtenau befand sich zur Zeit seiner Errichtung in einer nur spärlich bebauten Umgebung, in der die Nauener in die Berliner Vorstadt überging. Der ehemals weitläufige Garten im Süden des Hauses wich ab 1881 sukzessive der Umwidmung von Garten- in Bauland. Seine dem Neuen Garten zugewandte Nordfassade bildet vom etwa 750 Meter entfernten Marmorpalais aus die prospekthafte Ansicht eines vornehmen Landsitzes und erfüllt so auch die Funktion eines optischen Pendants zum vier Kilometer nördlich des Marmorpalais gelegenen Schloss auf der Pfaueninsel.

### Außenbau
Das Palais Lichtenau hat ein Hauptgeschoss auf hohem Sockel und wird von einem mächtigen Mansarddach bekrönt. Die vier Fassaden sind differenziert ausgebildet. Die direkt an die Behlertstraße grenzende Nordostseite bildet die Hauptansicht des Hauses für die Öffentlichkeit und vom Neuen Garten aus. Der neunachsigen Front ist ein dreiachsiger Mittelrisalit vorgelegt, den ein Dreiecksgiebel mit segmentbogigem Relief abschließt. Das Giebelrelief wurde nach einem Entwurf Johann Gottfried Schadows von den Brüdern Johann Christoph und Michael Christoph Wohler geschaffen. Es zeigt Apollo, umgeben von Herkules, Nike, Poseidon, Ceres und Proserpina.
Alle Fenster sind ohne vermittelnde Faschen oder andere rahmende Elemente direkt in die Wandflächen eingeschnitten. Die drei Sockelgeschossfenster des Risalits sind als Halbkreisfenster in der dort gequaderten Wand ausgebildet, während die Fenster im glatten Sockel der Rücklagen eine annähernd quadratische Form aufweisen. Zwischen Sockel- und Hauptgeschoss verläuft ein breites, mit kräftigem Zahnschnittfries versehenes und mit schlichten Rosetten besetztes Gurtgesims aus Sandstein, welches das gesamte Gebäude umzieht und lediglich durch den Mittelrisalit, wo es als Kordongesims weitergeführt wird, und durch die Freitreppe auf der Gartenseite unterbrochen ist.
Im Hauptgeschoss haben die Fenster ein hochrechteckiges Format, wobei die jeweils drei Öffnungen der Rücklagen als Fenstertüren ausgebildet sind. Die glatte Wandfläche schließt zum Dach mit einem reich stuckierten Traufgesims aus Palmetten- und Rosettenmotiven im Wechsel unter stilisierten Balkenköpfen ab. Der umlaufende Stuckfries unter der Traufe wird wiederum durch den Risalit unterbrochen, dessen Wandfläche eine zarte Putzquaderung und drei aufgesetzte Fensterverdachungen auszeichnen. Der Dreiecksgiebel ist wie das Traufgesims mit stilisierten Balkenköpfen versehen. Den unteren Teil des Mansarddachs besetzen sechs axial angeordnet stehende Gauben mit geschweiftem Abschluss.

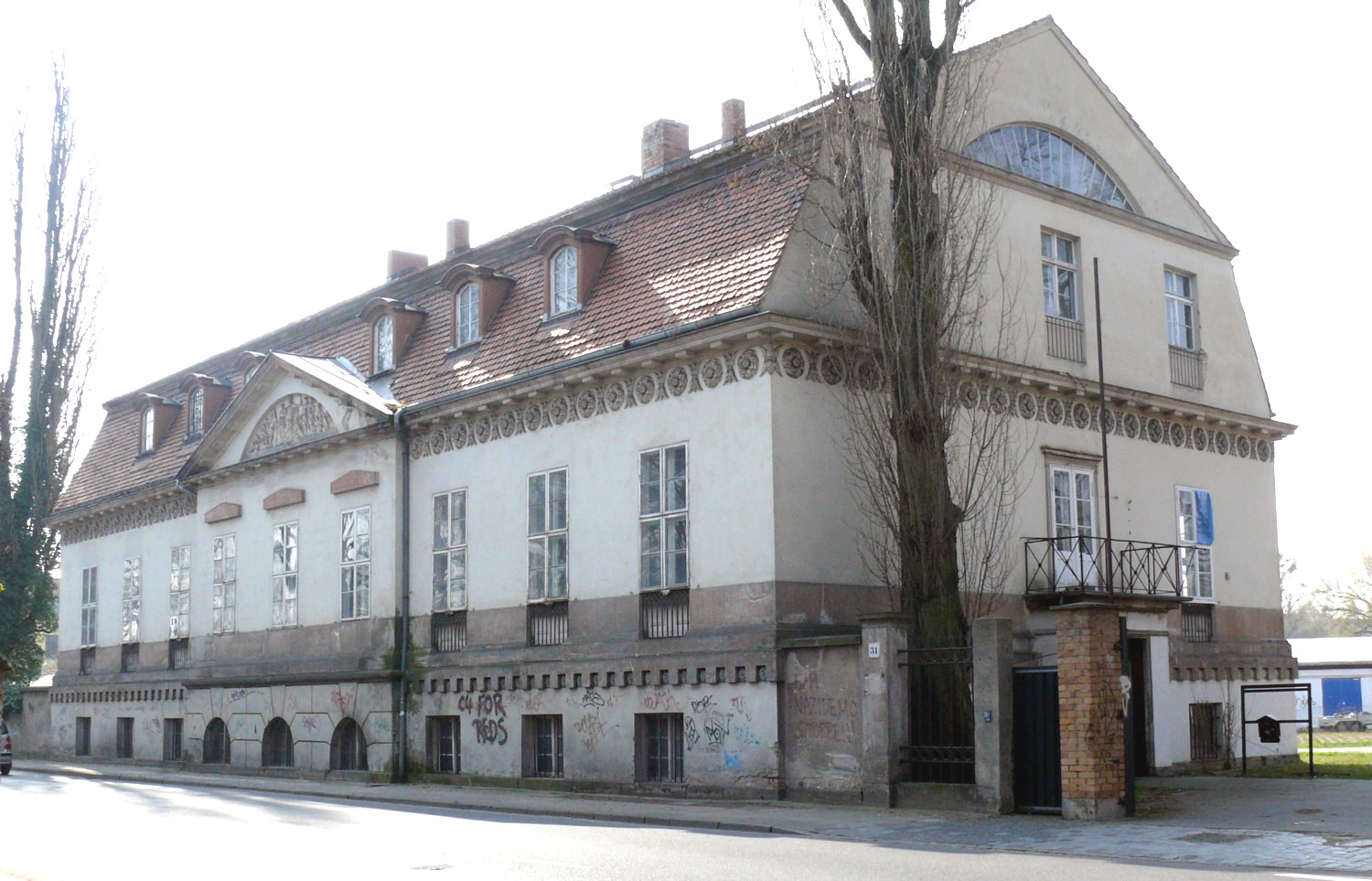
Ansicht von Norden vor der Sanierung, 2008
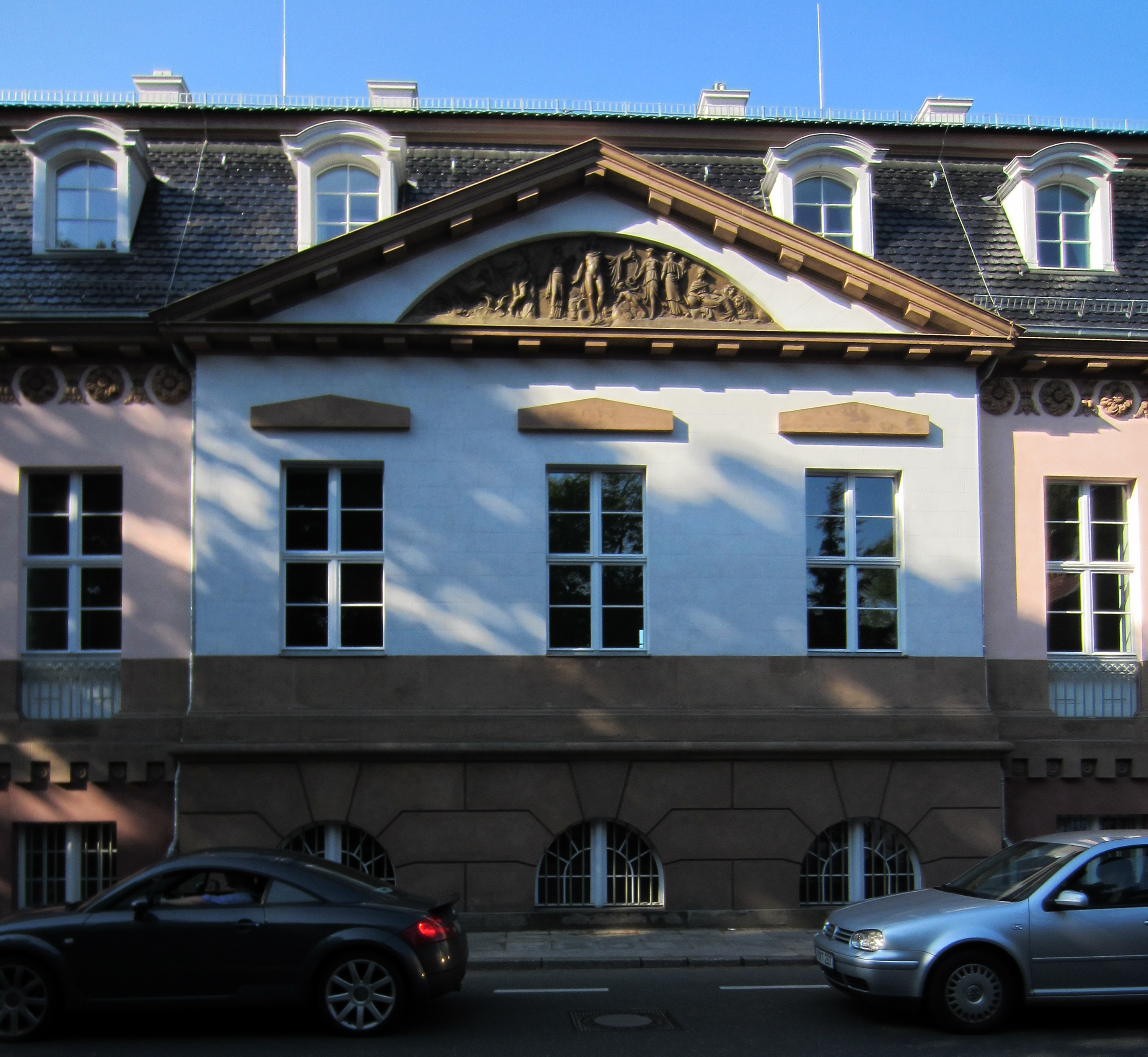
Straßenseitiger Mittelrisalit, 2013
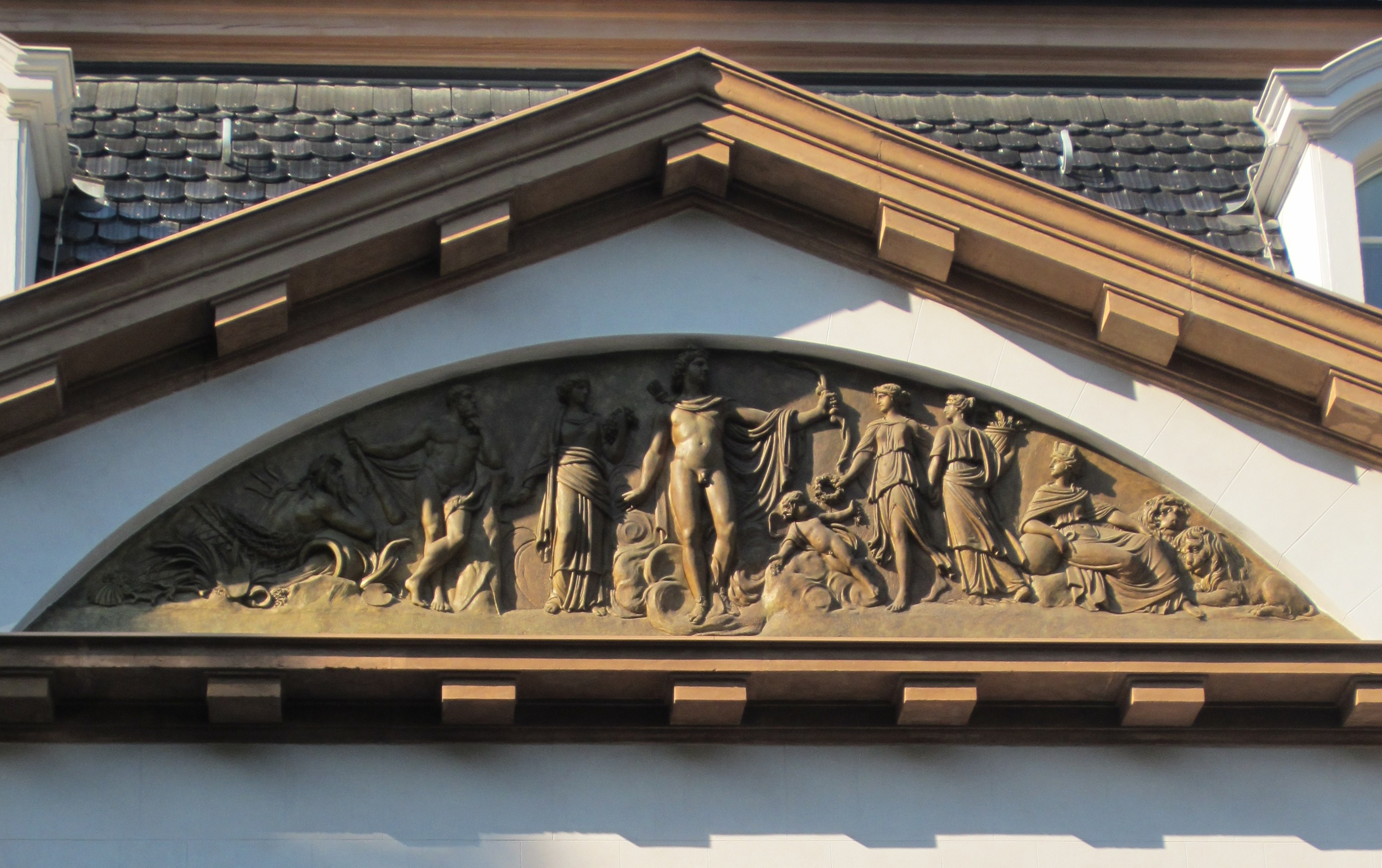
Giebelrelief im Mittelrisalit, 2013
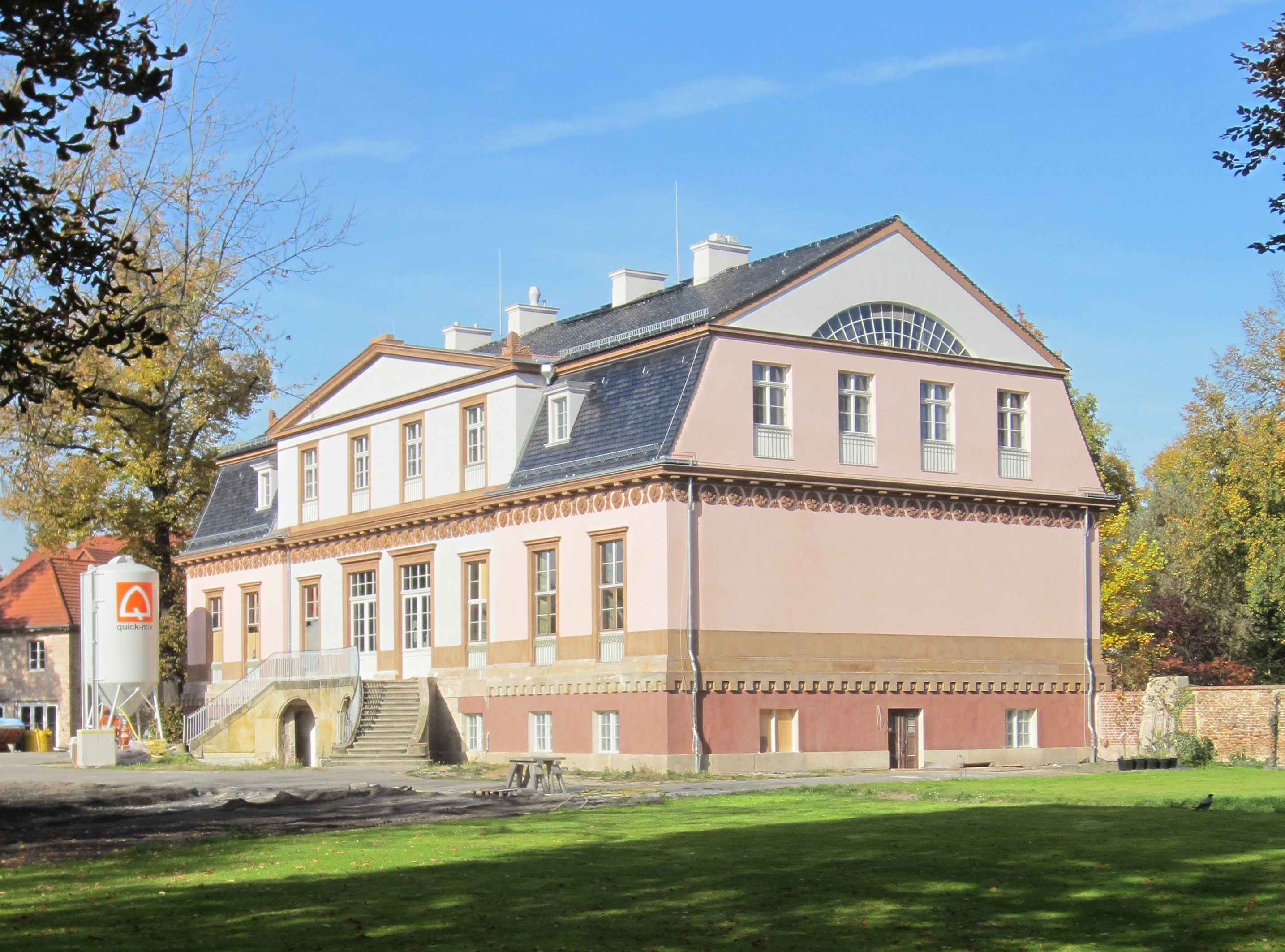
Ansicht der Gartenseite von Südosten, 2012
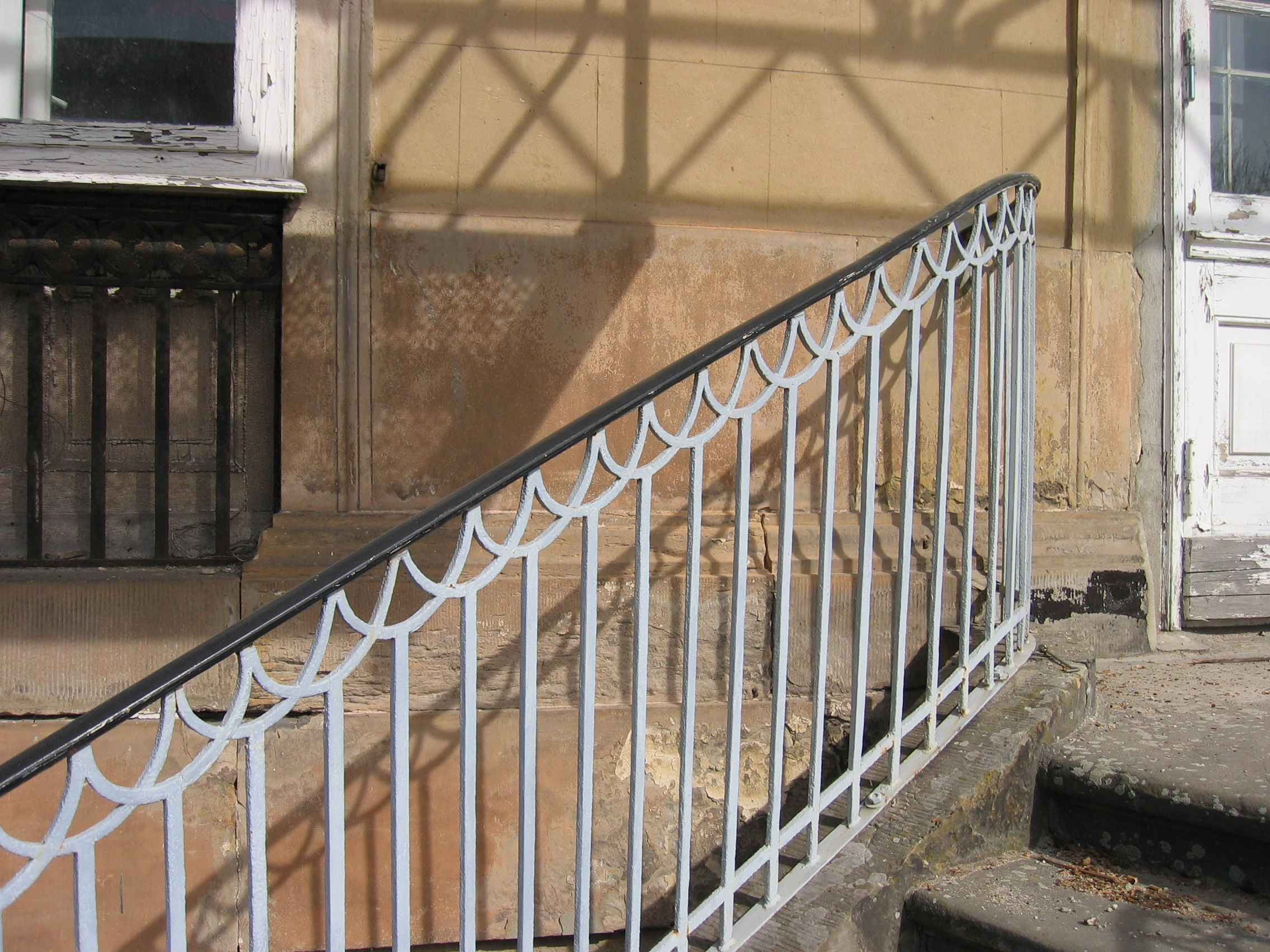
Detail der gartenseitigen Freitreppe, 2009

Die nordwestliche Schmalseite erscheint wegen des nicht abgewalmten Dachs zweigeschossig und hat in allen Geschossen drei Fensterachsen. In der mittleren Achse des Sockelgeschosses befindet sich ein Nebeneingang in einem kleinen Vorbau, der im Hauptgeschoss als Altan dient. Dessen Fenstertür ist mit einer profilierten Umrahmung mit Ohren und abschließendem Gesims versehen. Die Friese der Nordfassade umziehen auch hier das Gebäude, wobei das Traufgesims des Hauptgeschosses an den Schmalseiten als Gurtgesims wirkt. Den oberen Teil des Dachs mit flachem Lünettenfenster umrahmt ein mit Stuckprofilen angedeutetes Giebeldreieck.
An der Südostseite wird diese Gliederung mit Variationen aufgenommen. Hier ist über dem ebenfalls dreiachsigen Sockelgeschoss die Wand des Hauptgeschosses wegen des dahinterliegenden Festsaals fensterlos, während sich das Dachgeschoss mit vier Fensterachsen in Richtung der Behlertbrücke und des Brückenpächterhauses öffnet. In der mittleren Achse des Sockels befindet sich eine Tür, zu der einige Stufen herabführen.
Auf der dem Garten zugewandten Südwestseite erscheint die hier achtachsige Fassade zweigeschossig, da hier ein breites, vierfenstriges Zwerchhaus den größten Teil des Unterdachs einnimmt. Die mittleren vier Fensterachsen der Fassade sind leicht zurückgesetzt und wie der straßenseitige Risalit mit einer zarten Putzquaderung versehen. Alle Fensteröffnungen des Haupt- und Mansardgeschosses besitzen ebenso wie die beiden mittleren Glastüren profilierte Umrahmungen mit Ohren; im Hauptgeschoss werden sie zusätzlich von einem abschließenden Gesims als Fensterverdachung bekrönt. Das Zwerchhaus wird von einem flachen, schlichten Giebeldreieck mit Akroterien abgeschlossen. Mittig ist dem Baukörper des Palais eine geschwungene zweiläufige Freitreppe vorgelegt, unter deren Podest zwei rundbogige Glastüren in das Sockelgeschoss führen. Das Treppengeländer ist ähnlich den Brüstungen der Fenstertüren in zurückhaltenden Formen aus Metall gefertigt.

### Innenräume

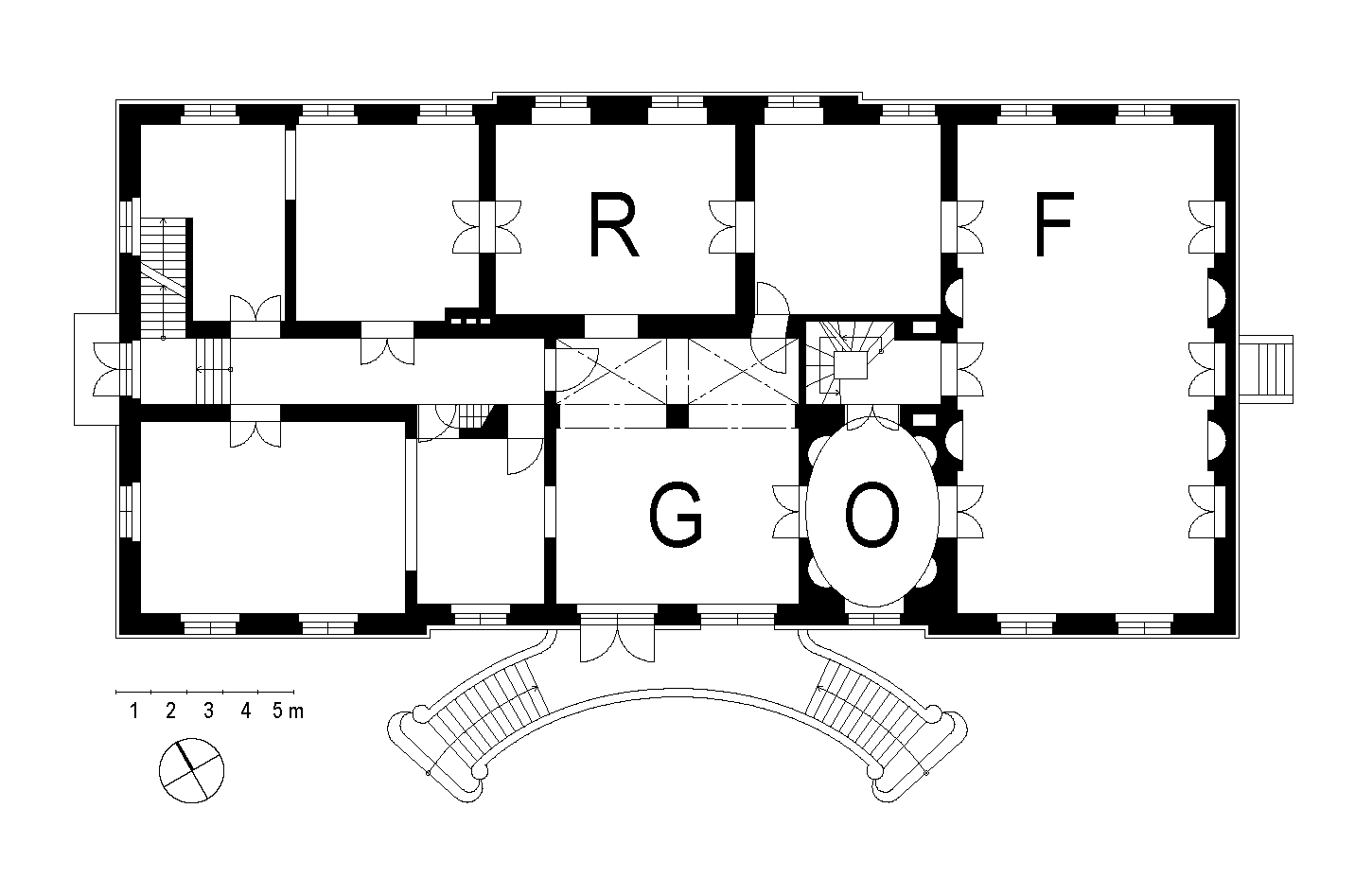
Hauptgeschossgrundriss des Palais Lichtenau: Gartensaal, Ovales Kabinett, Festsaal, Rosenholzzimmer

Im Inneren des Palais Lichtenau ist die Raumeinteilung des Hauptgeschosses erhalten geblieben. Einige Innenräume besitzen noch ihre außerordentlich qualitätvollen Originalfassungen. Die beiden großen Glastüren auf der Gartenseite führen von der Freitreppe direkt in den zentralen Gartensaal, der im Norden in einen durch zwei Arkaden abgeteilten Korridor übergeht. Dieser Korridor durchzieht das Hauptgeschoss nach Westen und endet in der Fenstertür des kleinen Altans am Westgiebel, wo sich auch das im 19. Jahrhundert eingefügte Haupttreppenhaus befindet. Beiderseits des Flurs befinden sich zwei Räume auf der Süd- und drei auf der Nordseite.
Von dem mit einer illusionistischen Ausmalung versehenen Gartensaal aus gelangt man durch die Arkaden des Korridors, deren erhaltene Deckenfassungen jeweils ein in feinen Grau-Blau-Schattierungen gemaltes Muschelmotiv zeigen, in das straßenseitige sogenannte Rosenholzzimmer, dessen Holzvertäfelung vollständig erhalten ist. Ein Rahmenwerk aus Wurzelholzfurnier gliedert die Wandflächen und umfasst große, aus einheimischen Hölzern gefertigte Tafeln. Die Supraporten bilden geschnitzte Gefäßmotive mit Arabesken, welche der Bildhauer Johann Christian Angermann schuf und die unter anderem auch bei der zeitgenössischen Wedgwood-Keramik verwendet wurden. Zwei gemalte Friese umrahmen die in Ocker-, Grau- und Brauntönen gehaltene Kassettendecke: In der Voute des Deckenansatzes gehen Ranken in ein Greifenmotiv über, während der das Deckenfeld rahmende Fries Stäbe mit stilisiertem Blattwerk und in den Ecken Rosetten zeigt. Im Rosenholzzimmer ist ein Tonofen aus der Erbauungszeit erhalten geblieben, der mit gotisierenden Formen verziert ist.
Im sich östlich anschließenden kleineren Zimmer ist unter neuzeitlichen Tapetenresten eine Wandfassung mit rechteckigen gerahmten Feldern und gemalten Thyrsosstäben erkennbar.

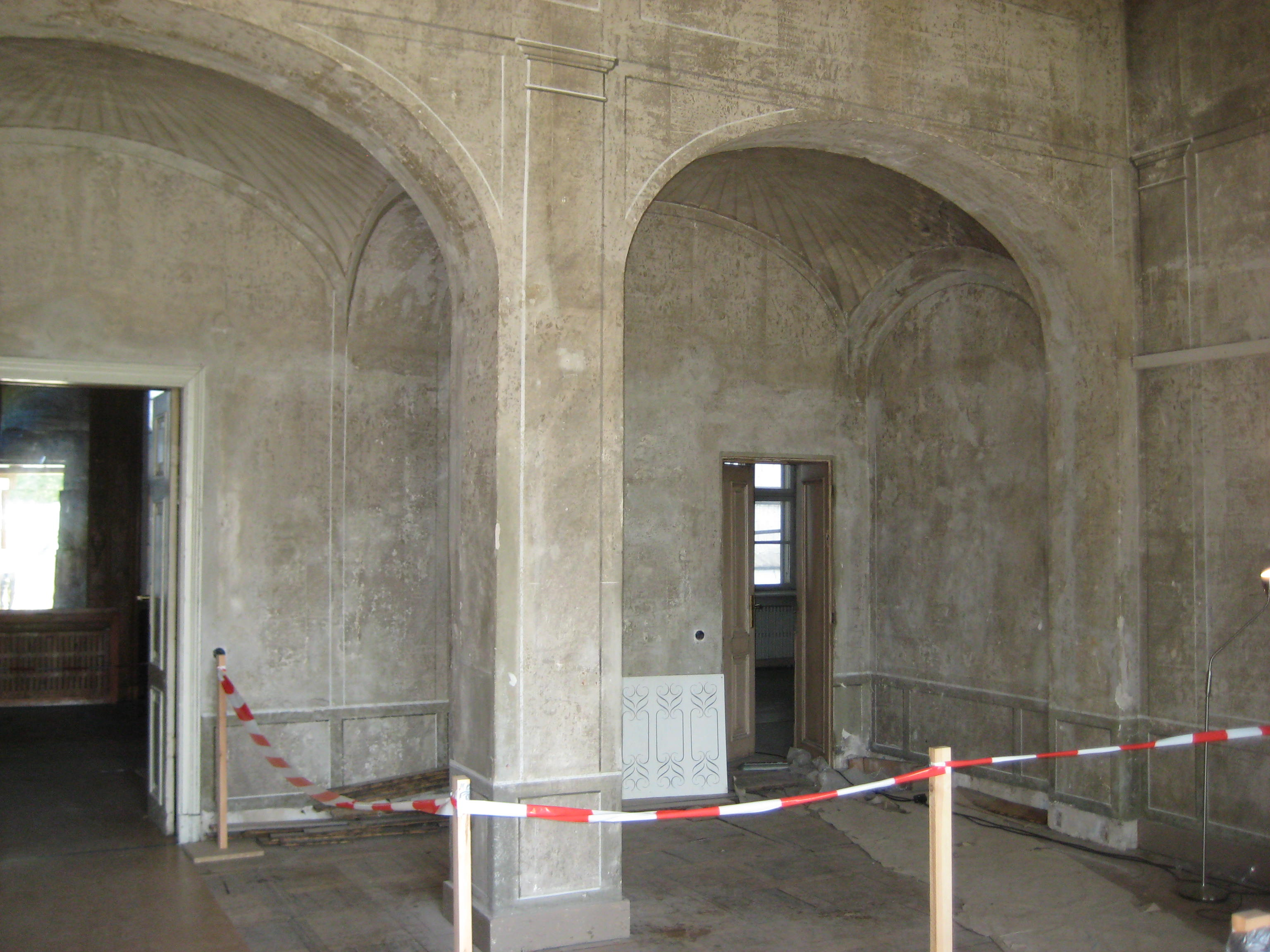
Gartensaal mit Arkaden
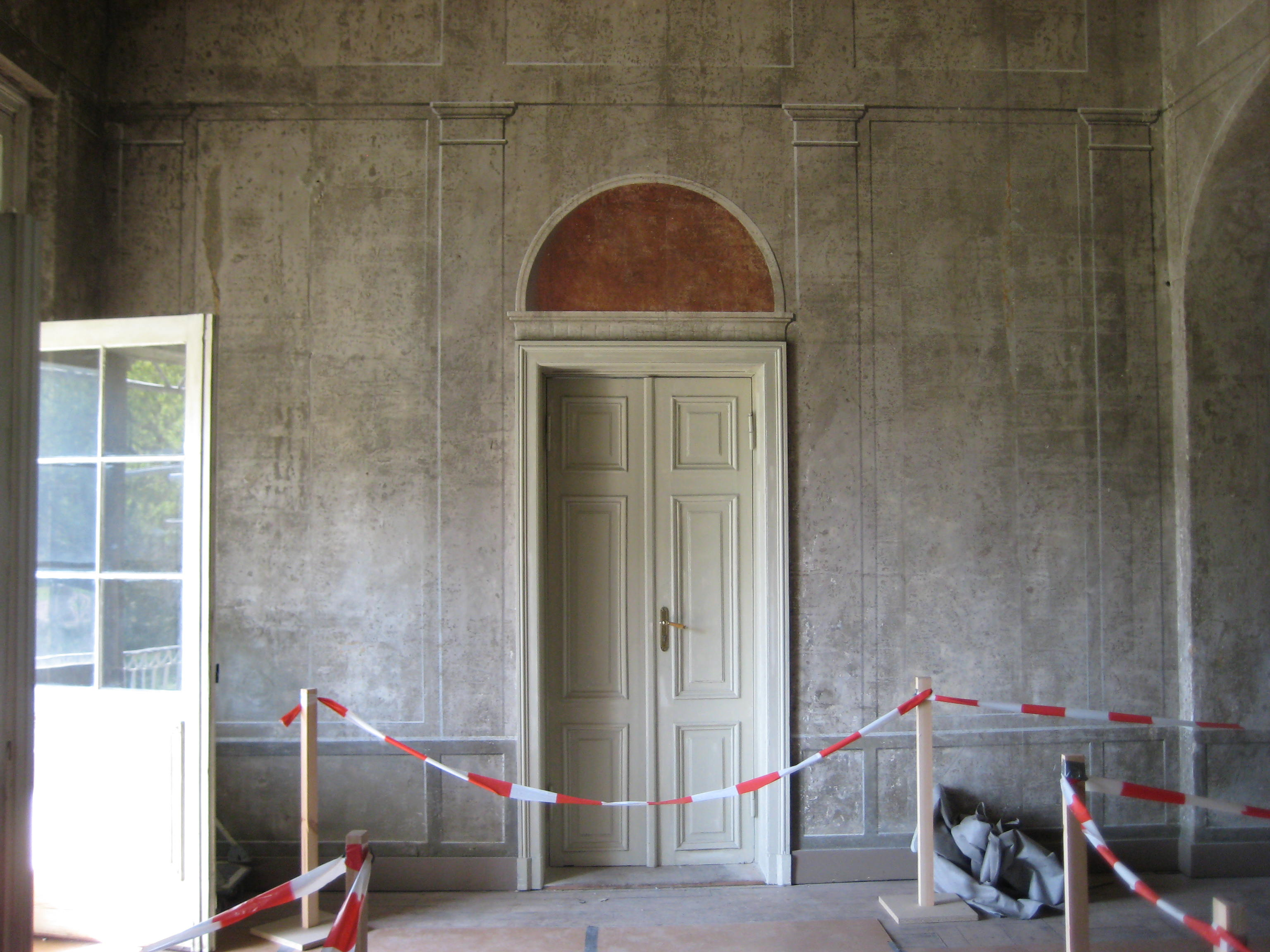
Gartensaal, östliche Wand
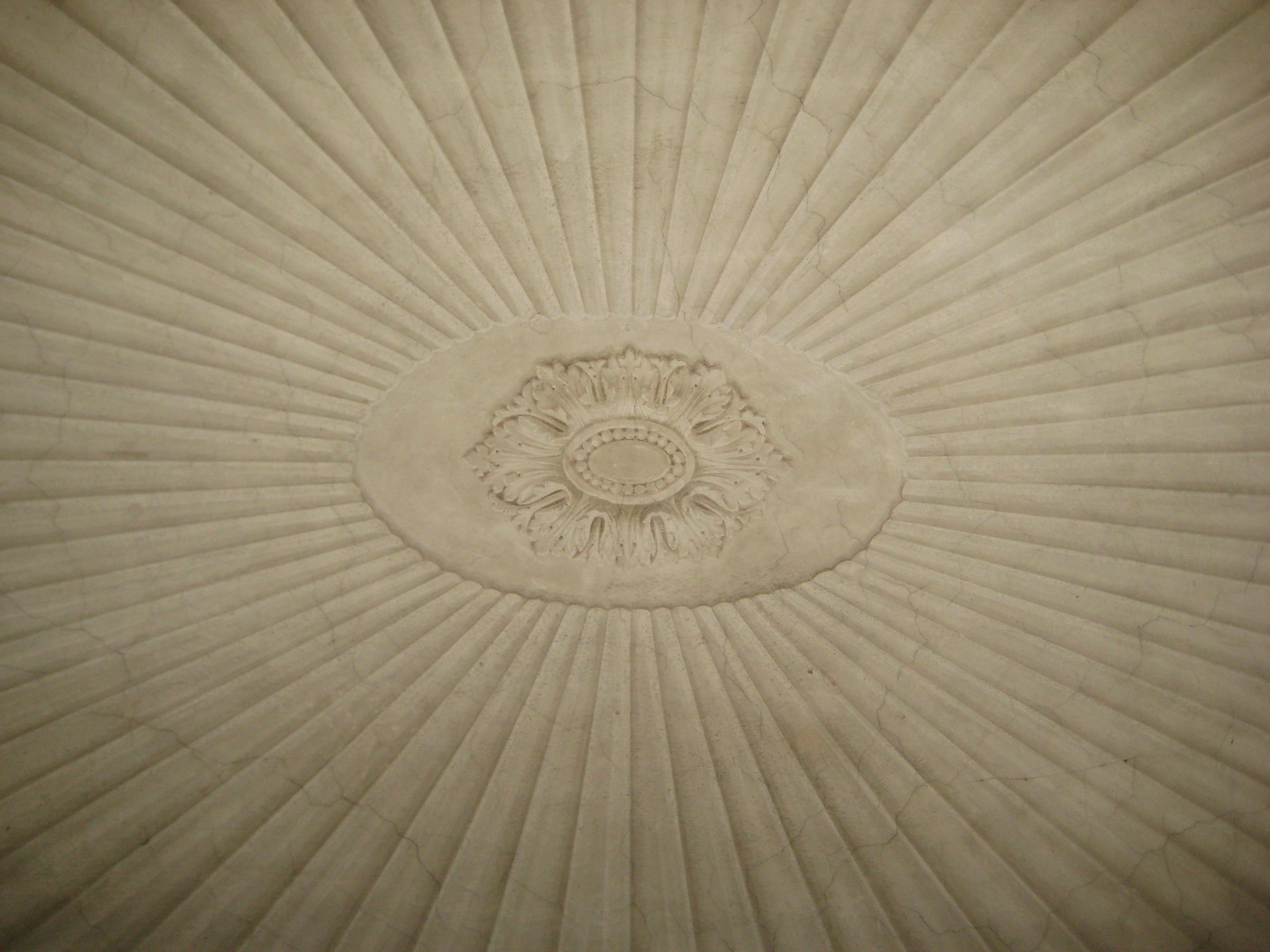
Gartensaal, Bemalung der Gewölbe
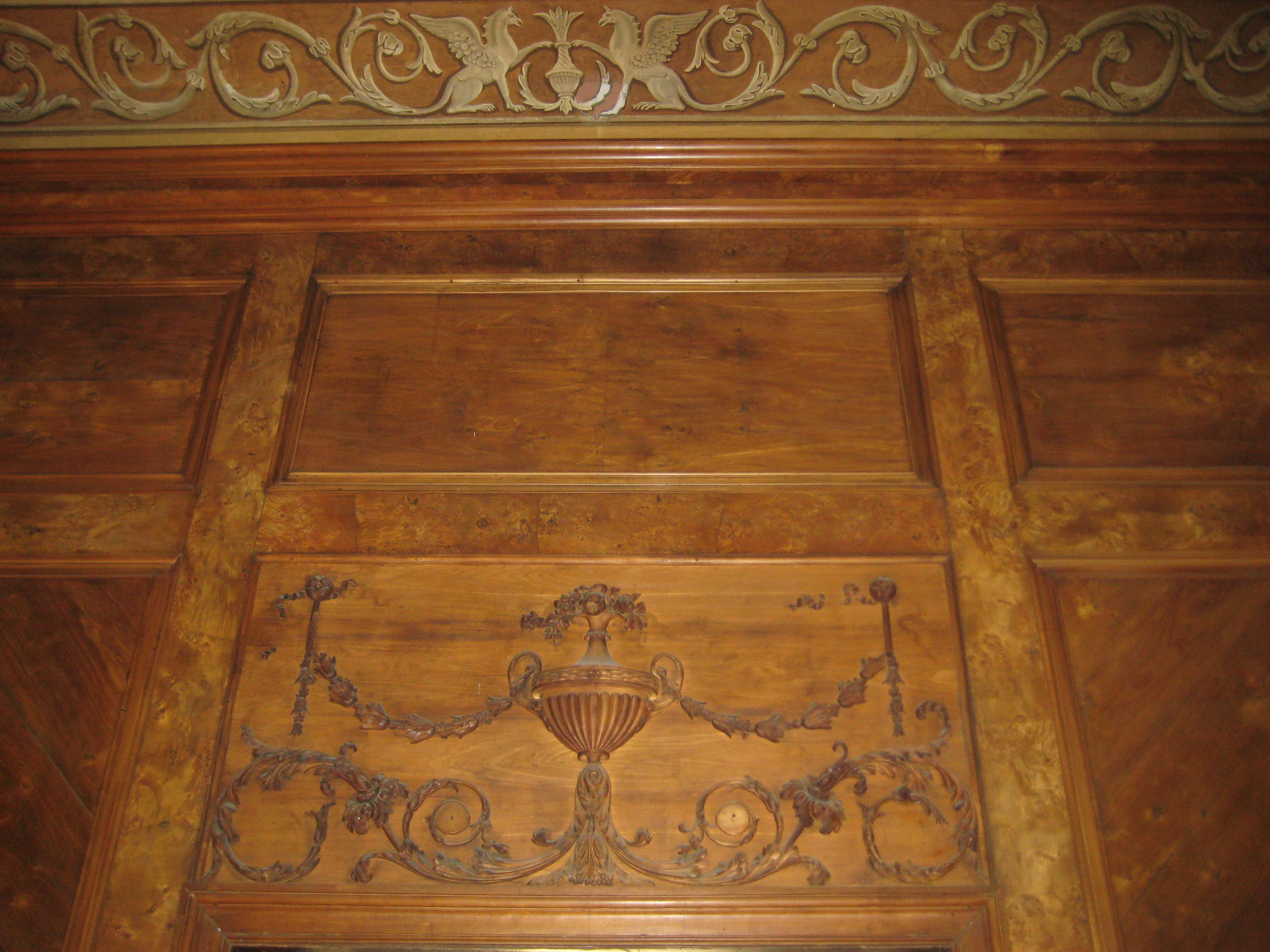
Rosenholzzimmer, Supraporte
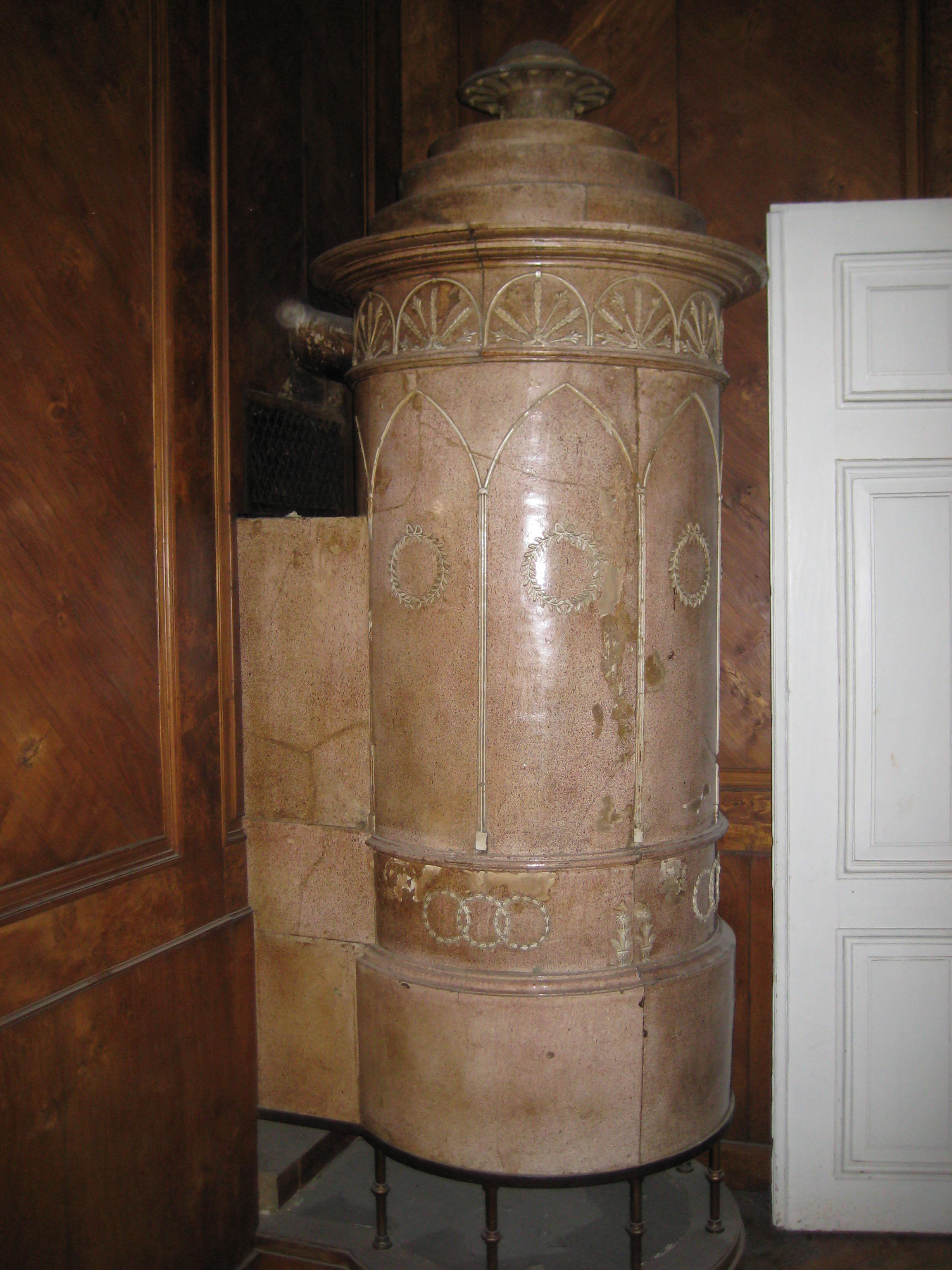
Rosenholzzimmer, gotisierender Ofen
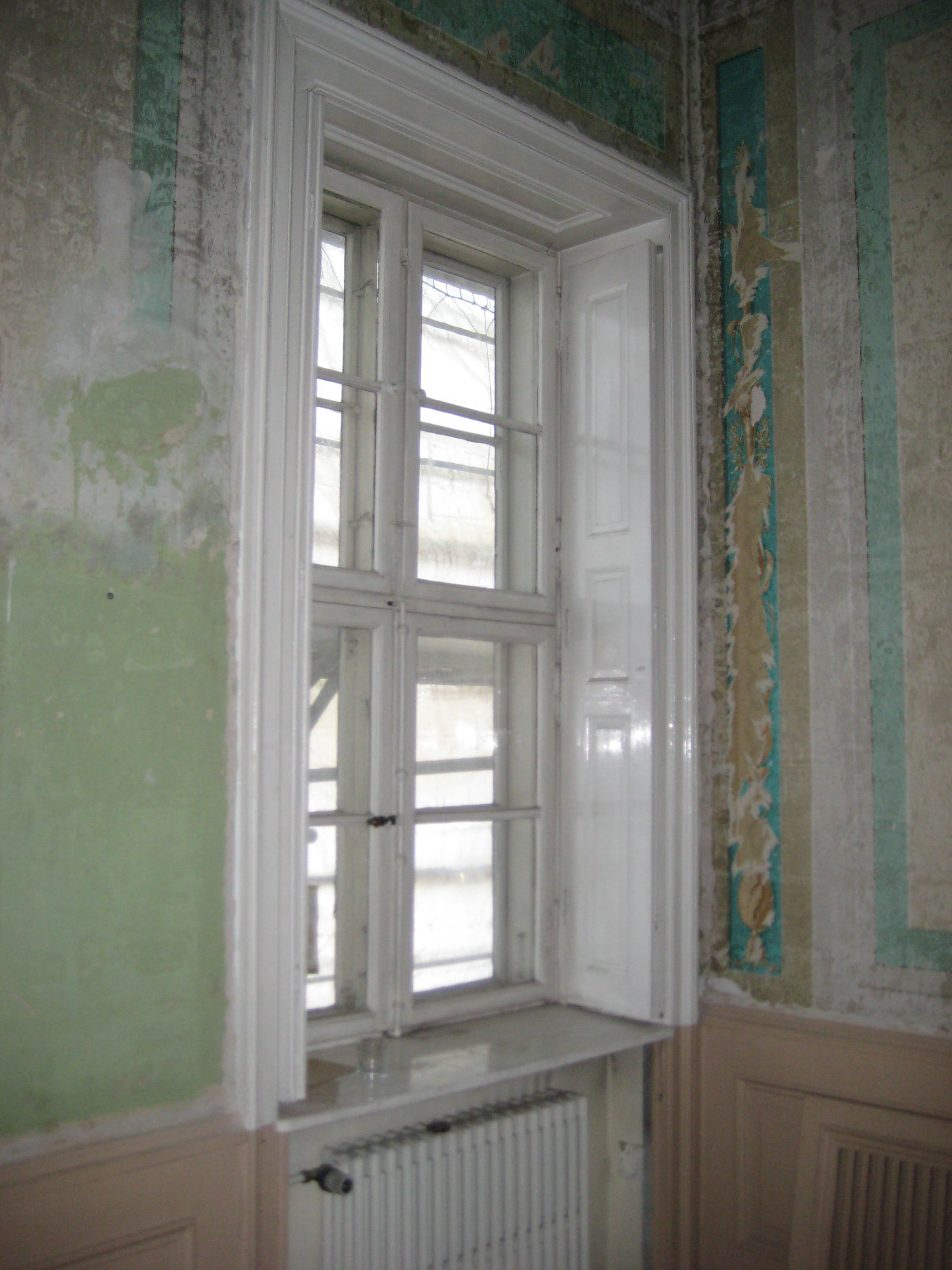
Raum östlich des Rosenholzzimmers

Auf der Südseite liegt südöstlich des Gartensaals das ebenfalls in seiner Raumfassung vollständig bewahrte Ovale Kabinett. Es wird von vier diagonal angeordneten, nahezu raumhohen Rundbogennischen gegliedert. Die zwischen den Nischen und den Tür- und Fensteröffnungen verbleibenden Wandstreifen zeigen eine freie Variation des Thyrsosmotivs mit Dreifußständern, Figuren, Porträtmedaillons, Perlenschnüren, Akanthusblättern und bekrönenden Zapfen. Darüber erscheinen Konsolen mit eckigen Voluten und dazwischen jeweils ein Feston mit Rosette. Die auf den querovalen Supraporten dargestellten Opferszenen erinnern an antike Reliefs oder Gemmen. Ein neugotisches Kreuzblumenband schließt die Wandfläche zum leicht ausladenden Deckengesims ab. Die Decke selbst ist mit einer spiralförmigen Kassettierung bemalt. Die Farbigkeit des Raums wird aus fein abgestimmten hellen Tönen sowie braunen Wandstreifen und tiefgrünen Wänden gebildet. Der Dekorationsmaler Johann Carl Wilhelm Rosenberg (1737–1809) schuf die Wanddekorationen dieses Raums.
Der östlich an das Ovale Kabinett grenzende Festsaal nimmt die gesamte Haustiefe auf der Südostseite ein und besitzt je zwei Fenster auf der Nordost- und Südwestseite. Der gesamte Raum ist spiegelsymmetrisch gegliedert: An der westlichen Saalwand enden die garten- und straßenseitigen Enfiladen mit zweiflügligen Türen; in der Mitte dieser Wand führt eine gleichartige Tür zur bauzeitlichen Wendeltreppe in der Verlängerung des Korridors. Die gegenüberliegende Wand hinter dem Ostgiebel ist mit entsprechenden Türöffnungen versehen, die dort aber lediglich Wandschränke verbergen. Zwischen den Türen sind auf der West- und Ostseite jeweils zwei halbrunde Nischen angeordnet. In den Nischen der Südostwand stehen Nachgüsse der Skulpturen der sogenannten Lykomedestöchter, in denen der Nordwestwand befinden sich Kamine.
Die Wandflächen des Festsaals werden durch die leicht vorspringenden Wandstücke mit den darin befindlichen Nischen und die hellen Rahmungen dieser Nischen und der Supraporten gegliedert. Die zurückgesetzten Wandstreifen neben den Türöffnungen besitzen Thyrsosstabmotive, die Supraporten zwei übereinanderliegende Felder in Grisaillemalerei mit Arabesken unten und einer vermutlich nach Entwürfen des Hofmalers Christian Bernhard Rode ausgeführten Figurenszene darüber. Außerdem erscheinen auf den breiteren Wandflächen links und rechts der Fenster sowie zwischen denselben sechs Architektur- und Landschaftsdarstellungen mit Motiven der Pfaueninsel in querovalen Medaillons. Über den Nischen befinden sich Felder mit Weinlaub- und Traubenmotiven, die sich um ein zentrales Gefäß ranken. Die Farbwirkung wird im Gegensatz zu der des benachbarten Ovalen Kabinetts durch lichte Grüntöne auf weißem Grund bestimmt. Für die malerische Ausgestaltung des Festsaals zeichneten Bartolomeo Verona und Johann Carl Wilhelm Rosenberg verantwortlich.

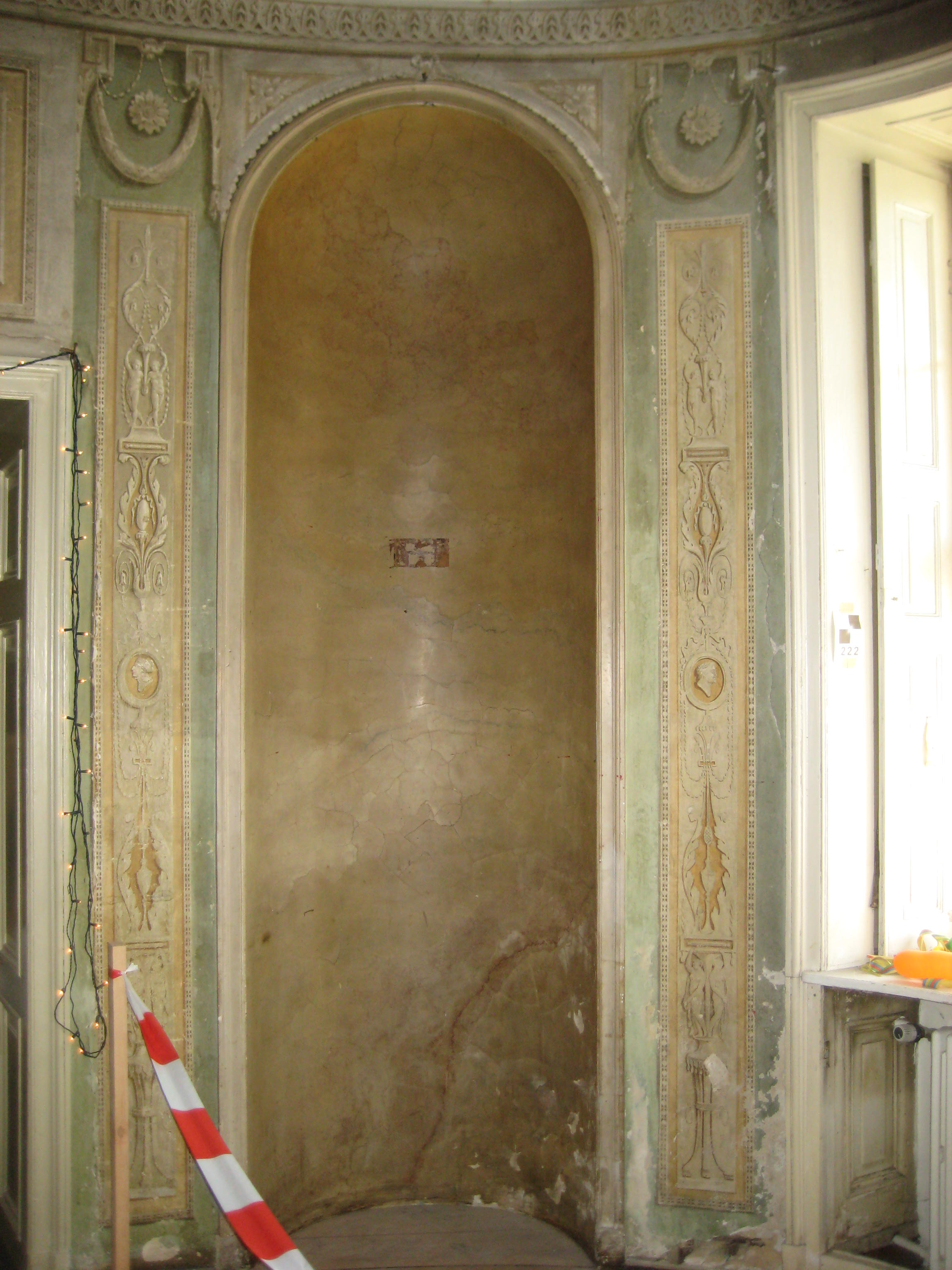
Ovales Kabinett, raumhohe Wandnische
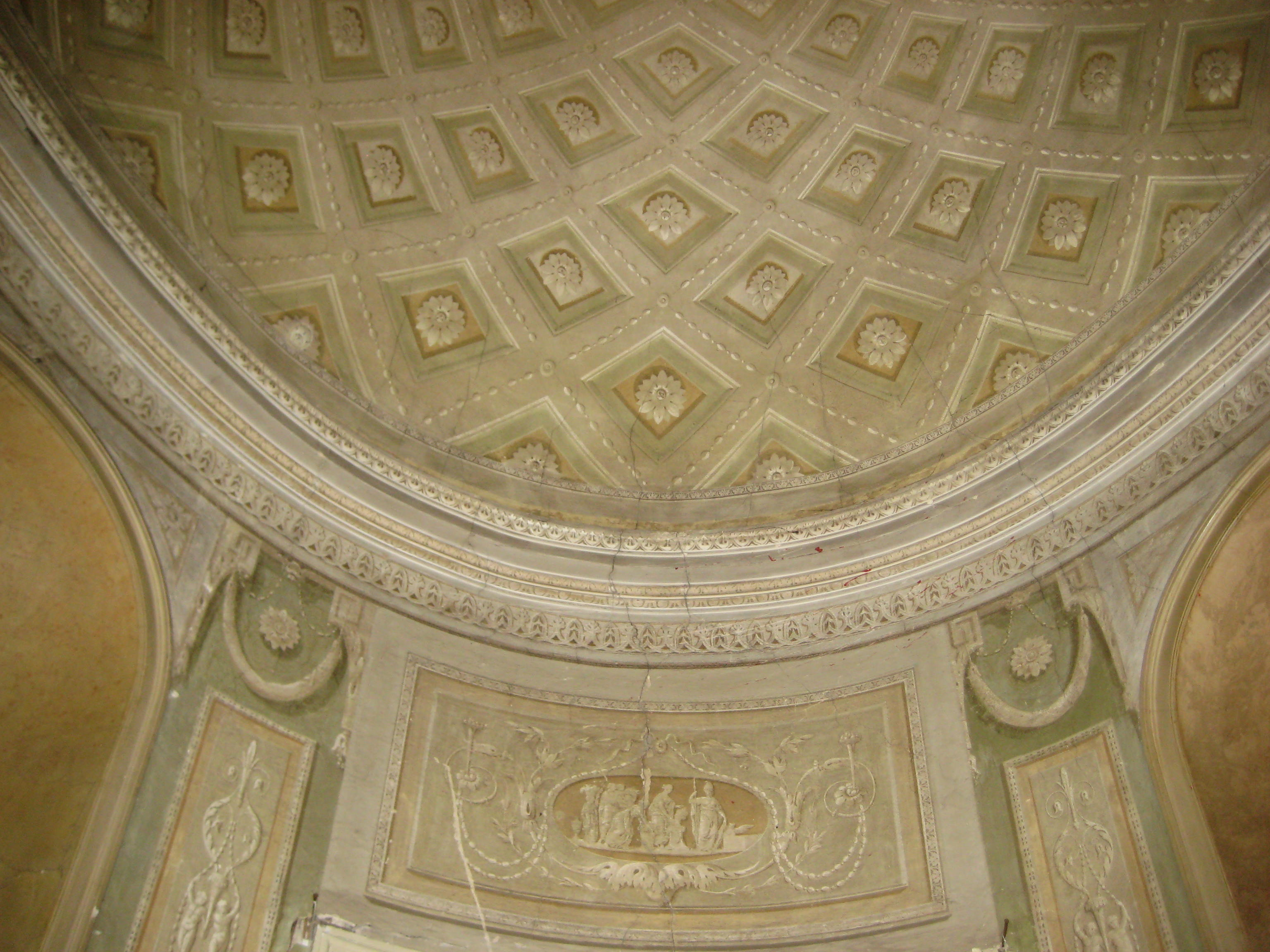
Ovales Kabinett, Supraporte und Decke
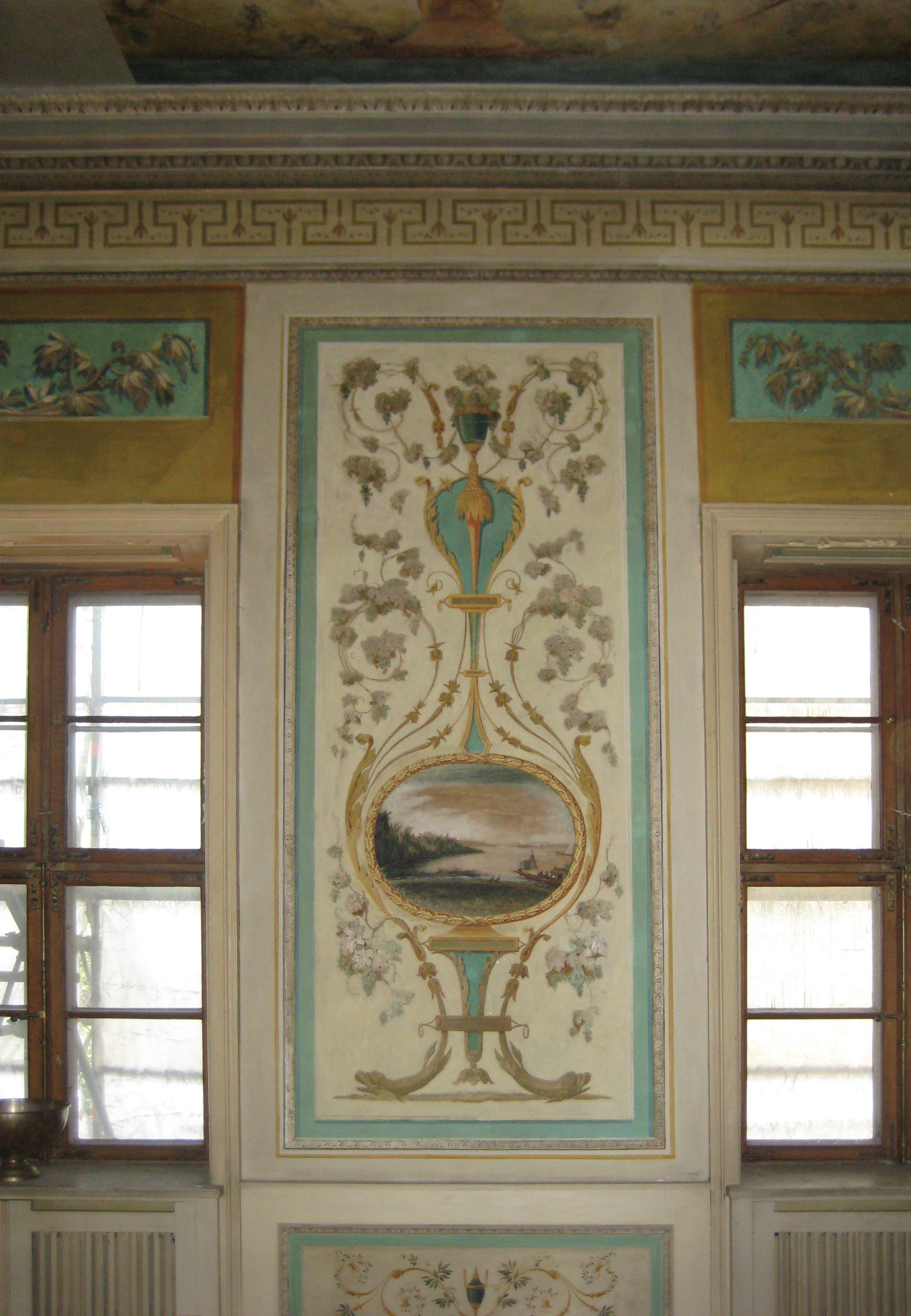
Festsaal, nördlicher Fensterpfeiler
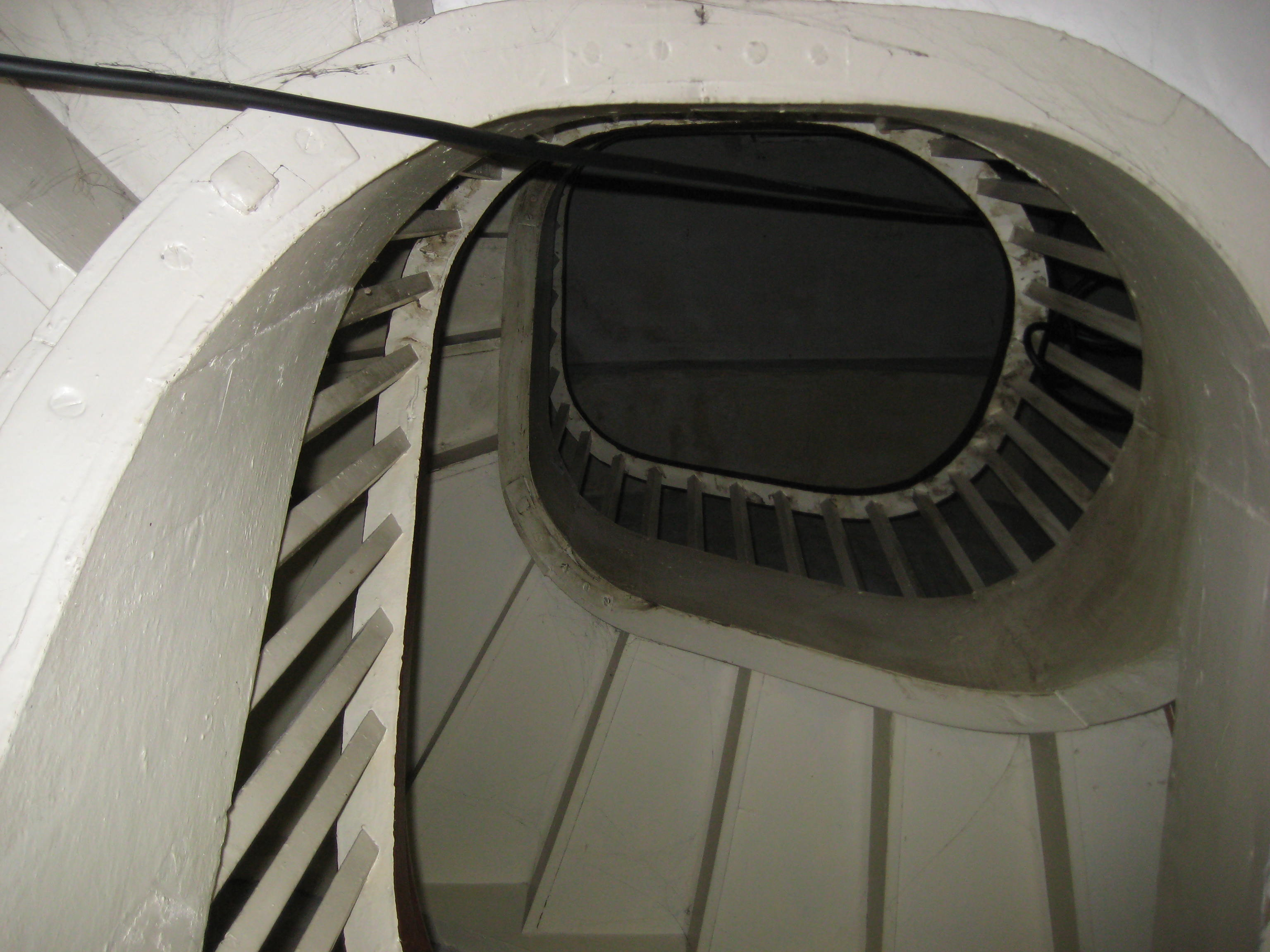
Wendeltreppe
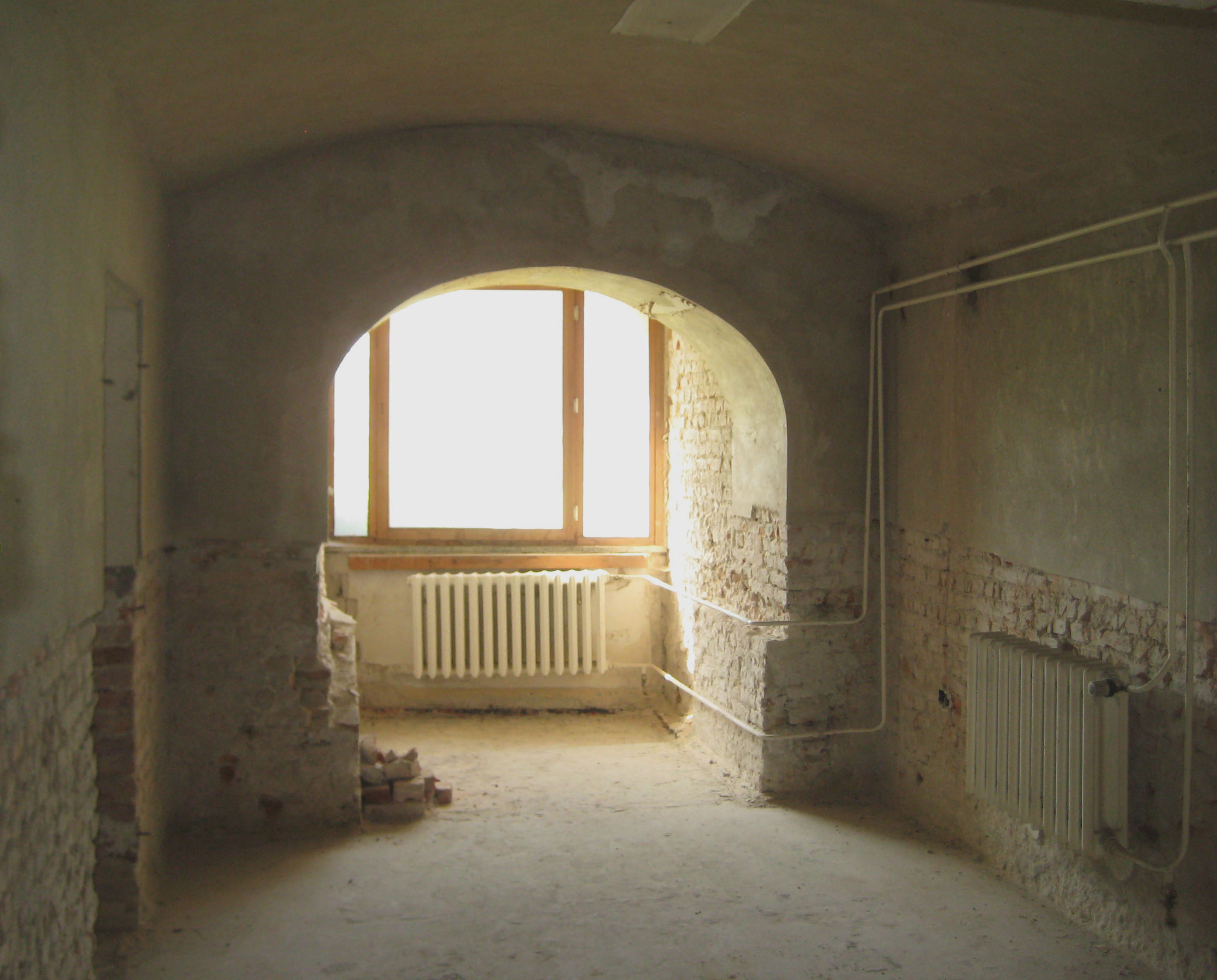
Gewölbter Raum im Souterrain
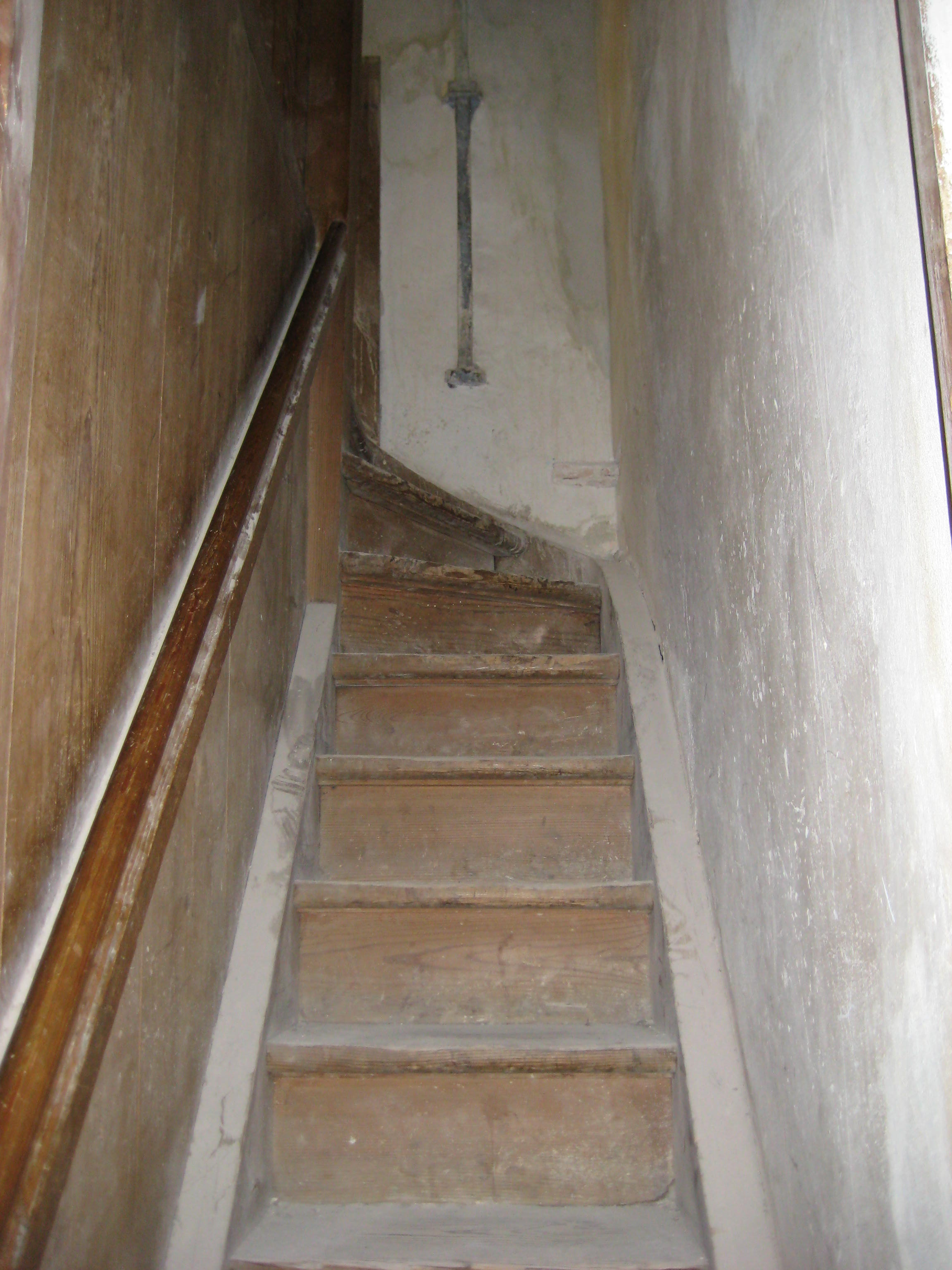
Nebentreppe zum Mansardgeschoss

Die gewölbten Räume des Sockelgeschosses dienten vermutlich wirtschaftlichen Zwecken, während die Zimmer des Mansardgeschosses wohl als Schlaf- und Personalräume verwendet worden sind. Eine schmale Nebentreppe erschließt diese Etage vom Flur des Hauptgeschosses aus. Für eine herrschaftliche Nutzung zumindest eines Teils der Räume spricht die abweichend zur sonstigen architektonischen Gestaltung erfolgte großzügige Öffnung des Südostgiebels mit vier Fensterachsen.

## Architekturmotive und beteiligte Künstler
Im Bau des Palais Lichtenau treten mehrere Architekturmotive auf, die zur Zeit seiner Entstehung neu waren oder zumindest in einem neuen Kontext verwendet worden sind. Die Frage nach dem oder den Architekten ist nach wie vor nicht abschließend geklärt. Es gilt als sicher, dass neben Michael Philipp Daniel Boumann auch Carl Gotthard Langhans am Entwurf des Palais beteiligt war. Langhans’ Anteil an der Planung ist aber umstritten. Im Allgemeinen wird ihm vor allem die Ausgestaltung der Innenräume zugeschrieben. Auch die Gräfin Lichtenau soll wie schon bei anderen Bauvorhaben im Umfeld des Königs ihren Geschmack eingebracht haben.
Von mächtigen Mansarddächern gedeckte, allerdings zweigeschossige Bauten mit ausgeprägten Sockeln wurden bereits in den zwanziger Jahren des 18. Jahrhunderts zur Zeit Friedrich Wilhelms I. beiderseits des Stadtkanals errichtet. Diese für Standespersonen gebauten Barockhäuser mit schlichter Putzgliederung wandten ihren Haupteingang mit vorgelagerter Freitreppe allerdings demonstrativ der öffentlichen Ansichtsseite zu. Mit dem Haus Am Kanal 4a hat sich einer der wenigen charakteristischen Vertreter dieses Typus erhalten. Tendenzen, die Hauptfassade von einer die gleichmäßige Reihung der Fenster unterbrechenden größeren Türöffnung freizuhalten, sind an mehreren unter Friedrich II. in Potsdam errichteten Bauten erkennbar. Neben den höfischen Bauten des Schlosses Sanssouci, des Neuen Palais und der Neuen Kammern, wo in der Vielzahl der Fenstertüren kein Haupteingang besonders hervorgehoben ist, hat sich in der Nachbarschaft des obengenannten Bürgerhauses Am Kanal 3 das 1752/53 erbaute Kommandeurhaus der Garde du Corps von Knobelsdorff erhalten, dessen Eingang sich nicht in der Hauptfassade befindet. Trotz dieser wesentlich früher errichteten Beispiele ist der Verzicht auf einen repräsentativen straßenseitigen Zugang des Palais Lichtenau eine neuartige Erscheinung in der bürgerlich beeinflussten Architektur.
Ebenfalls neuartig sind die konsequent den gesamten Baukörper umlaufenden Friese und Gesimse. Das oben erwähnte Kommandeurhaus etwa besitzt keine irgendwie verzierten Seiten- oder Rückfassaden. Die Herangehensweise, den Schmuck eines Baukörpers allseitig zu begreifen, war im Bereich bürgerlicher städtischer Bauten neu. Eher deutet dieses Vorgehen auf Vorbilder ländlicher Gutshäuser hin, die auch das bei diesen oft verwendete hohe Mansarddach erklären würde. Nicht zuletzt ist die schlichte, mehr durch ihre Proportionen als durch ornamentalen Schmuck wirkende Fassadengestaltung für ihre Entstehungszeit ausgesprochen innovativ. Vorbildhaft haben hier wohl Entwürfe David Gillys gewirkt; auch ist dessen direkte Einflussnahme nicht ausgeschlossen.

Theater am Schloss Charlottenburg

Vergleichbar mit der Gestaltung des Palais Lichtenau sind das von Langhans 1788 entworfene Theater am Schloss Charlottenburg und das 1793–1796 errichtete Potsdamer Schauspielhaus von Michael Philipp Daniel Boumann, wobei auch hier eine Mitarbeit Langhans’ diskutiert wird. Das Charlottenburger Theater besitzt einen breitgelagerten Baukörper mit Mansardwalmdach. Die Gliederung ist hier mit Putznutung im Erdgeschoss und Lisenengliederung der Obergeschosse allerdings reicher als beim späteren Palais Lichtenau. Die Hauptfassade des nicht mehr existierenden Potsdamer Schauspielhauses ist mit seinen glatt in die Wandflächen eingeschnittenen Tür- und Fensteröffnungen sowie der zarten Putzquaderung des Erdgeschosses mit der des Palais Lichtenau vergleichbar.
Die Aufteilung der Innenräume hat einerseits ihre Vorbilder in märkischen und oberschlesischen Gutshäusern, weist mit dem Ovalen Kabinett und den Boiserien des Rosenholzzimmers aber auch deutliche Parallelen zu Bauten Friedrich Wilhelms II. auf. Kostbar getäfelte Räume in feingliedrigen frühklassizistischen Formen wurden bereits im Marmorpalais und dem Schloss auf der Pfaueninsel realisiert, wobei Wert auf die Verwendung „vaterländischer Hölzer“ gelegt wurde. Einen Widerspruch zur Fassadengestaltung stellt die asymmetrische Lage des Rosenholzzimmers hinter dem Mittelrisalit dar. Diese Inkonsequenz kann entweder die Folge späterer Wünsche der Bauherrschaft oder ein Anzeichen dafür sein, dass die Fassade dem Baukörper abstrakt als repräsentativer Blickfang vom Marmorpalais her vorgelegt wurde.
Ovalräume wurden in freistehenden Parkbauten wie dem Belvedere in Charlottenburg von Carl Gotthard Langhans oder der Eremitage im Neuen Garten verwirklicht, aber auch im südlichen der von Boumann entworfenen Seitenflügel des Marmorpalais und im geplanten neugotischen Schloss auf dem Pfingstberg waren sie vorgesehen. Insbesondere die gleichzeitig mit dem Palais erbaute Eremitage mit ihren in vier Figurennischen stehenden Abgüssen der Lykomedestöchter ist mit dem Ovalen Kabinett des Palais Lichtenau vergleichbar, zumal die Beteiligung der Gräfin Lichtenau an diesem in Abwesenheit des Königs verwirklichten Vorhaben als gesichert gilt.
Am Palais Lichtenau waren die auch für andere königliche Bauvorhaben tätigen Künstler beteiligt. Die Maler Christian Bernhard Rode, Bartolomeo Verona und Johann Carl Wilhelm Rosenberg sowie der Bildhauer Johann Christian Angermann wurden bereits genannt. Das erklärt die Qualität der Raumausstattungen und belegt den hohen Anspruch der Bauherren, in Sichtweite zum Marmorpalais nicht nur einen repräsentativen Blickpunkt, sondern auch ein stilistisch auf der Höhe der Zeit befindliches Gesamtkunstwerk zu schaffen.

## Würdigung
Das von seiner Namensgeberin wahrscheinlich nie bewohnte Palais Lichtenau ist nicht nur im regionalen Umfeld ein herausragendes Beispiel des Frühklassizismus. Zehn Jahre nach dem Tod Friedrichs II., der in seinem Einflussbereich bis zuletzt an Formen des Rokoko- und Zopfstils festgehalten hatte, war mit dem Palais Lichtenau und vergleichbaren Bauten der Anschluss an das internationale Architekturgeschehen wiederhergestellt. Die in der Literatur stets als avantgardistische Bauten bezeichneten Häuser „Salve Hospes“ von Peter Joseph Krahe (1805) und Vieweg von David Gilly (1802–1805) in Braunschweig entstanden erst sechs bis neun Jahre später. Gleichzeitig nahm das im Umfeld des adligen Baugeschehens entstandene Palais bürgerliche Elemente vorweg.
Die kunsthistorische Bedeutung für Potsdam liegt außerdem in der Tatsache begründet, dass sich aus der Zeit um 1800 nur noch wenige Bauten im Potsdamer Stadtgebiet erhaltenen haben. Die Zahl der Häuser aus dieser Epoche war immer wesentlich geringer als die der friderizianischen Bauten, und auch sie waren von späteren Umbauten und Kriegszerstörungen betroffen. Umso höher ist die Erhaltung qualitätvoller Raumfassungen dieser Zeit im Palais Lichtenau zu bewerten.

## Weitere Nutzung und Restaurierungen

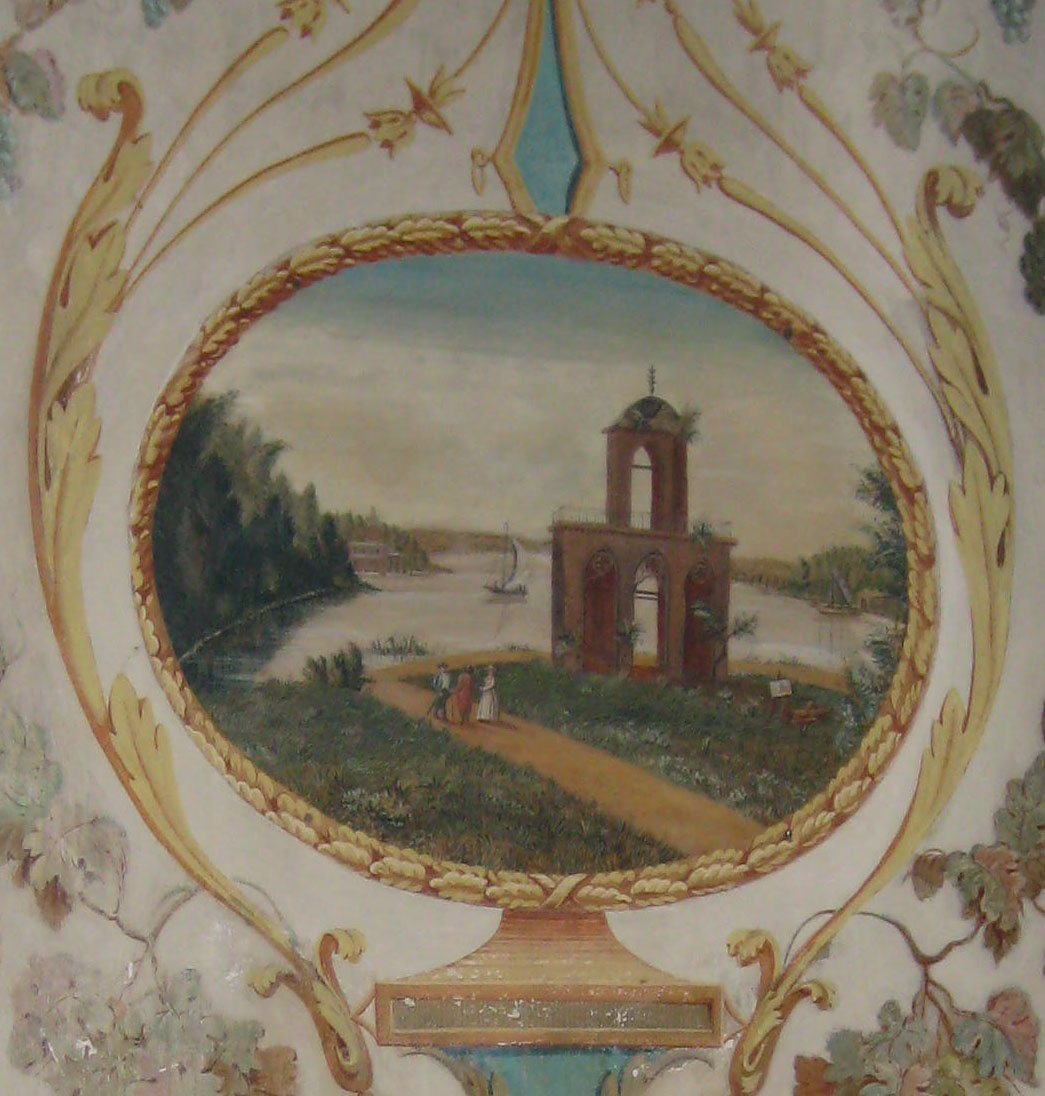
Südlicher Fensterpfeiler im Festsaal mit Gemälde von Dankwart Kühn von 1973

Das Palais Lichtenau wurde mit hoher Wahrscheinlichkeit als standesgemäßes Wohnhaus des Kämmerers Ritz errichtet. Da die Gräfin Lichtenau zur Zeit des Baubeginns in Italien weilte und den Sommer 1797 in Bad Pyrmont verbrachte, kann sie nur die vom Herbst 1796 bis zum Frühjahr 1797 erfolgte Innenausstattung des Hauses beeinflusst haben. Die Zeit von ihrer Rückkehr aus Pyrmont bis zum Tod des damals schon schwerkranken Königs am 16. November 1797 verbrachte sie im auch als Damenhaus bezeichneten Kavalierhaus des „Holländischen Etablissements“ im Neuen Garten, um möglichst in unmittelbarer Nähe des Königs zu sein. Nach dem Tod Friedrich Wilhelms II. wurde sie von dessen Nachfolger des Hochverrats und der Unterschlagung beschuldigt und in Festungshaft genommen. Ihr Vermögen wurde beschlagnahmt; erst 1809 erhielt sie eine Entschädigung für die Enteignung und 1811 schließlich die Rehabilitation.
Johann Friedrich Ritz ließ 1798–1800 von Boumann für sich und seine neue Gemahlin Henriette Baranius in der Berliner Straße 136 ein neues Wohnhaus bauen, das verändert erhalten und heute als Villa Ritz bekannt ist. Auch dieser Bau besitzt auf der Gartenseite ein ovales Kabinett, allerdings mit Stuckmarmorbekleidung.
1801 verkaufte Ritz Grundstück und Palais, die danach von wechselnden Besitzern genutzt wurden. 1927 kaufte es die Familie von Lüttwitz. Im Palais blieben bis 1945 fünf Innenräume im Originalzustand erhalten. Das Rosenholzzimmer wurde 1964 und 1970, der Festsaal 1973 restauriert. Dabei ist eines der Gemälde mit Pfaueninselmotiven durch ein Bild des Malers Dankwart Kühn ersetzt worden, welches die benachbarte Gotische Bibliothek als romantische Ruine zeigt. Nutzte von 1945 bis 1955 die Rote Armee das Palais als Planungsbüro, wurde es ab 1973 für zehn Jahre Verwaltungsgebäude des VEB Spezialbau Potsdam. 1988/1989 plante das Institut für Denkmalpflege angesichts gravierender Schäden die Restaurierung des Palais, nach deren Abschluss der Bau als Standesamt genutzt werden sollte.
Das Palais war bis zum 2007 erfolgten Verkauf einige Male Spielstätte für kleinere Aufführungen des Hans Otto Theaters Potsdam. So feierte am 14. Januar 2005 Theodor Fontanes Frau Jenny Treibel mit Katharina Thalbach in der Titelrolle Premiere im Palais Lichtenau. Nach mehreren Jahren des Leerstands und der Insolvenz der Vorbesitzerin Viola Hallman ist in dem Haus seit Abschluss von Restaurierungsarbeiten (2011 bis 2013) die Hautklinik der aktuellen Eigentümer untergebracht. Der Festsaal wird zudem als Veranstaltungsort genutzt.

## Trivia
Im DEFA-Spielfilm Karbid und Sauerampfer aus dem Jahr 1963 stellte die Gartenfassade des Palais Lichtenau eine sowjetische Kommandantur dar. Die Szenen in der zerstörten Dresdner Zigarettenfabrik wurden in der später abgerissenen Kriegsruine des oben erwähnten Potsdamer Schauspielhauses gedreht.